# Brunchrapporten
Brunchrapporten var ett program i Sveriges Radio P3, som sändes 12-13 på vardagar mellan 2008 och 2011. Programledare var Henrik Torehammar.
Programmet tog upp nyheter på ett ungdomligt sätt, där de pratade med experter i politik, statsvetenskap med mera.
Brunchrapporten sändes för sista gången den 30/12-2011.

## Priser och utmärkelser
- 2010 RFSL-Stockholms pris Regnbågspriset för sin granskning av MUCF statliga bidrag.

### Fotnoter
1. ↑  ”Svensk mediedatabas”. http://smdb.kb.se/catalog/search?q=Brunchrapporten+typ%3Aradio&sort=OLDEST. Läst 25 juni 2011.